# Koacervát

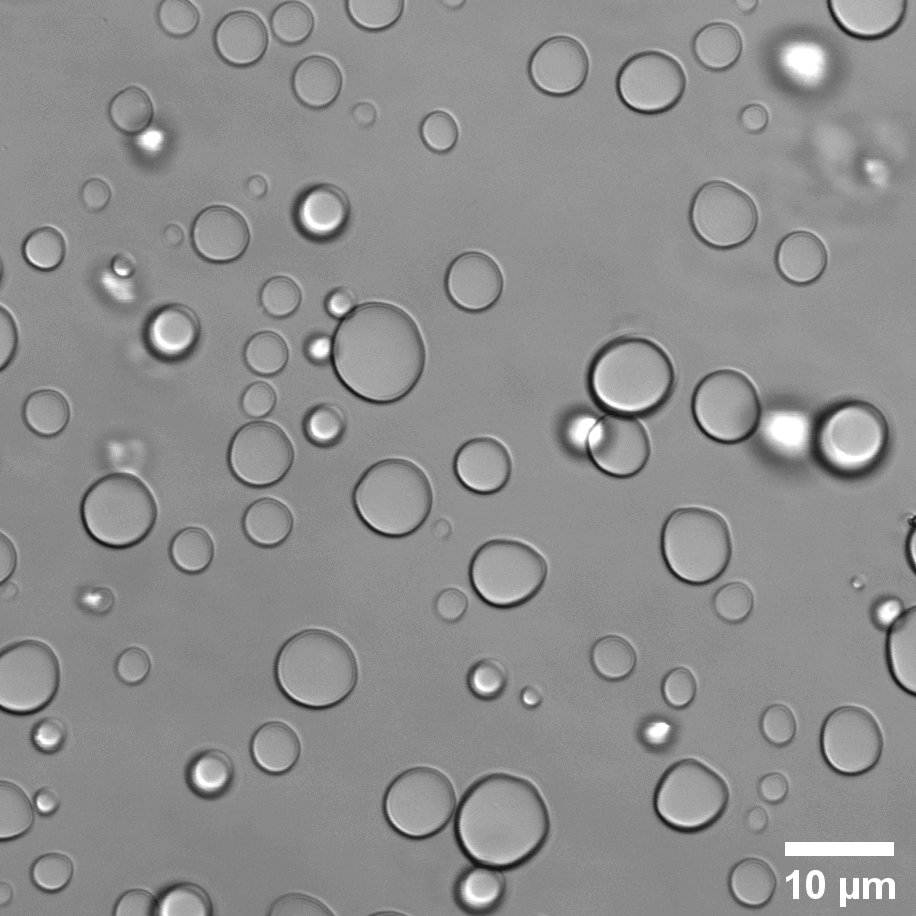
Kapičky koacervátu.

Koacervát je označení pro kapičkovitý útvar samovolně vznikající ve vodném roztoku makromolekulárních látek. Obvykle se jedná o shluk velkých molekul bílkovin. Podle některých hypotéz vzniku života na Zemi, které prosazovali A. I. Oparin (1922) nebo J. B. S. Haldane, byly koacerváty nejstaršími „obyvateli“ Země (vznikaly přibližně před 3,85 miliardami let) a vyvinul se z nich posléze život (mělo jít o předchůdce dnešních buněk).
V současné době byla tato hypotéza opuštěna, protože neumí vysvětlit vznik genetického kódu, DNA apod.